# Serval AGF
Serval — легкий повнопривідний багатоцільовий автомобіль названий на честь породи африканської дикої кішки сервал, також відомий як Wolf AGF (бойова машина розвідки) або LIV SO (англ. Light Infantry Vehicle for Special Operations — легкий піхотний автомобіль для розвідки та спеціальних операцій) створений для підрозділів спеціального призначення (KSK) бундесверу. Автомобіль був створений спеціально для підрозділів спеціального призначення, та відрізняється наявністю потужного озброєння та можливістю встановлення додаткового захисту.